# Bandra
Bandra is een voorstad van de Indiase metropool Mumbai, in de deelstaat Maharashtra. Bij de volkstelling van 1991 bedroeg de bevolking van Bandra 322.728 personen. Administratief maakt het deel uit van het district Mumbai Suburban, waarvan het de administratieve zetel is. De bevolking is overwegend rooms-katholiek.